# Kosovo
Kosovo (Albanees: Kosova, Kosovë; Servisch: Косово, Kosovo), officieel de Republiek Kosovo (Albanees: Republika e Kosovës; Servisch: Република Косово), is een gedeeltelijk erkend land in Zuidoost-Europa. Kosovo grenst aan Montenegro, Albanië, Noord-Macedonië en Servië. De hoofdstad van Kosovo is Pristina.
Kosovo riep op 17 februari 2008 een eenzijdige onafhankelijkheid uit van Servië. De etnisch Albanese bevolking, waar Kosovo voor ruim 90% uit bestaat, streefde al enige tijd naar afsplitsing van Servië. Deze onafhankelijkheid wordt door 108 van de 193 leden van de Verenigde Naties erkend, waarvan het land echter geen lid is. Servië erkent deze onafhankelijkheid niet en beschouwt Kosovo als een autonome provincie onder de naam Kosovo i Metohija. Servië verloor het feitelijke gezag over Kosovo al negen jaar eerder toen de regio onder internationaal bestuur kwam na de Kosovo-oorlog in 1999.
Omdat Kosovo onder Resolutie 1244 staat en er voorwaarden zijn vastgesteld voor de onafhankelijkheid, verwijst de Kosovaarse vlag naar alle zes de dominerende bevolkingsgroepen namelijk de Albanezen, Serviërs, Bosniakken, Roma, Gorani en Turken. Ook het officiële volkslied is tekstloos. Dit omdat Kosovo zich als multi-etnische staat dient te presenteren.

## Geschiedenis

### Vroege geschiedenis

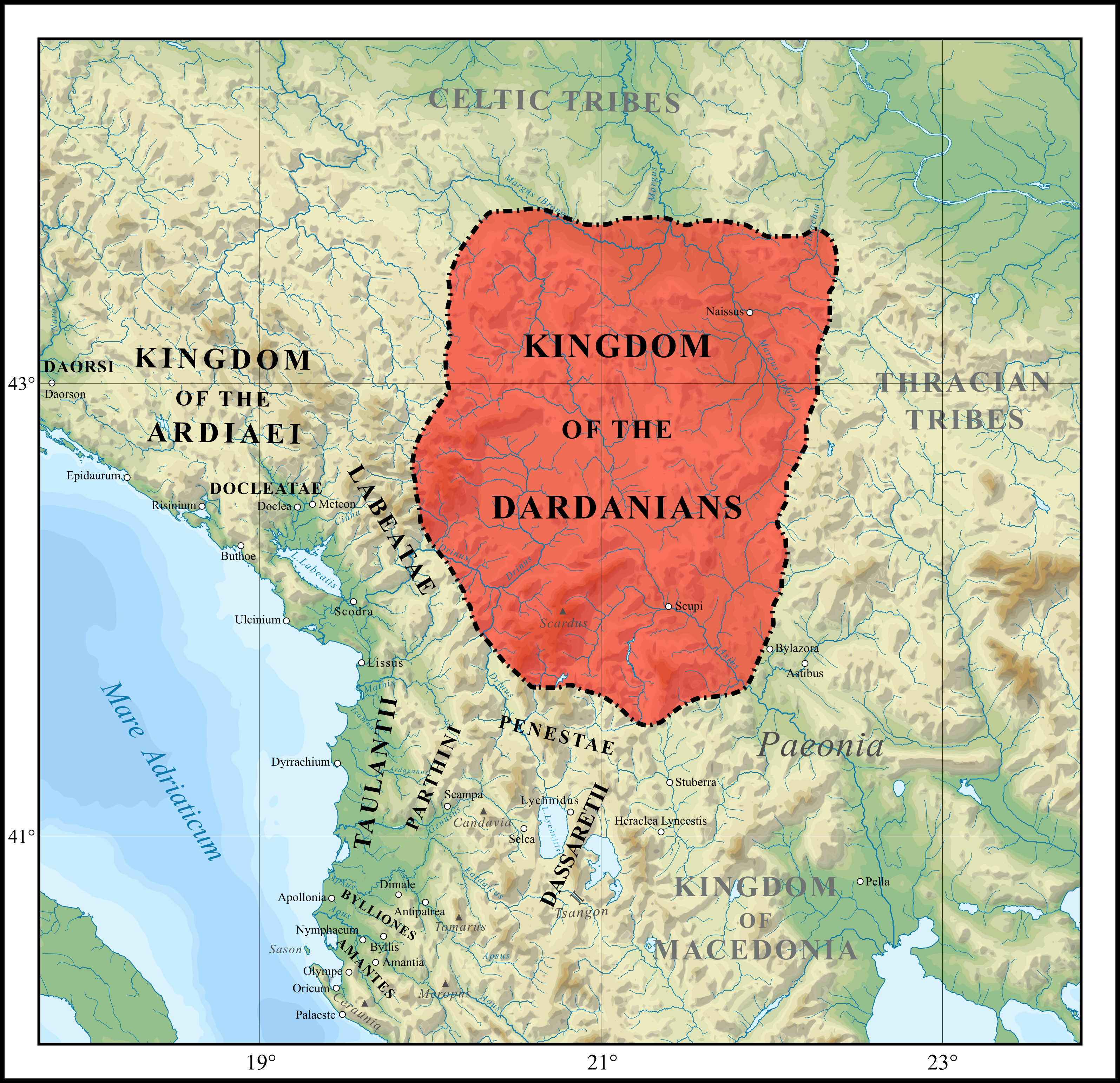
Het koninkrijk Dardanië (3e eeuw v.Chr.)

Het gebied dat overeenkomt met het huidige Kosovo werd oorspronkelijk bewoond door de Indo-Europese volkeren Illyriërs en Thraciërs. In 231 v.Chr. ontstond het koninkrijk Dardanië, geregeerd door een gemengd Illyrisch-Thracische stam. Na veroveringen gedurende de oudheid door het Romeinse en Byzantijnse Rijk volgden in de 7e eeuw van de middeleeuwen Slavische expansie naar de Balkan. In het jaar 836 werd Kosovo onderdeel van het Eerste Bulgaarse Rijk. In de 13e eeuw werd het vervolgens geannexeerd door het middeleeuwse Servische koninkrijk. Het bleef sindsdien ook onderdeel van het Servische keizerrijk, het Moravische Servië en later het despotaat Servië. Onder de Albanese prinsen van de Dukagjini-dynastie wist het vorstendom Dukagjini zich uit te breiden vanuit Noord-Albanië naar grote delen van het westen van Kosovo; andere delen van het gebied werden geregeerd door de Branković-dynastie. Aan het einde van de 14e eeuw verloor het Moravische Servië de regio na Slag op het Merelveld aan het Ottomaanse Rijk. De Ottomanen zouden het gebied na de gewonnen veldslag, en hierna het grootste gedeelte van de Balkan, vijf eeuwen lang bezetten en de islam introduceren op de inheemse bevolking. Met name het merendeel van de Albanezen en enkele Slavische volkeren, zoals de Bosniakken en Gorani, gingen over tot de islam, waar de Serviërs grotendeels oosters-orthodox bleven.

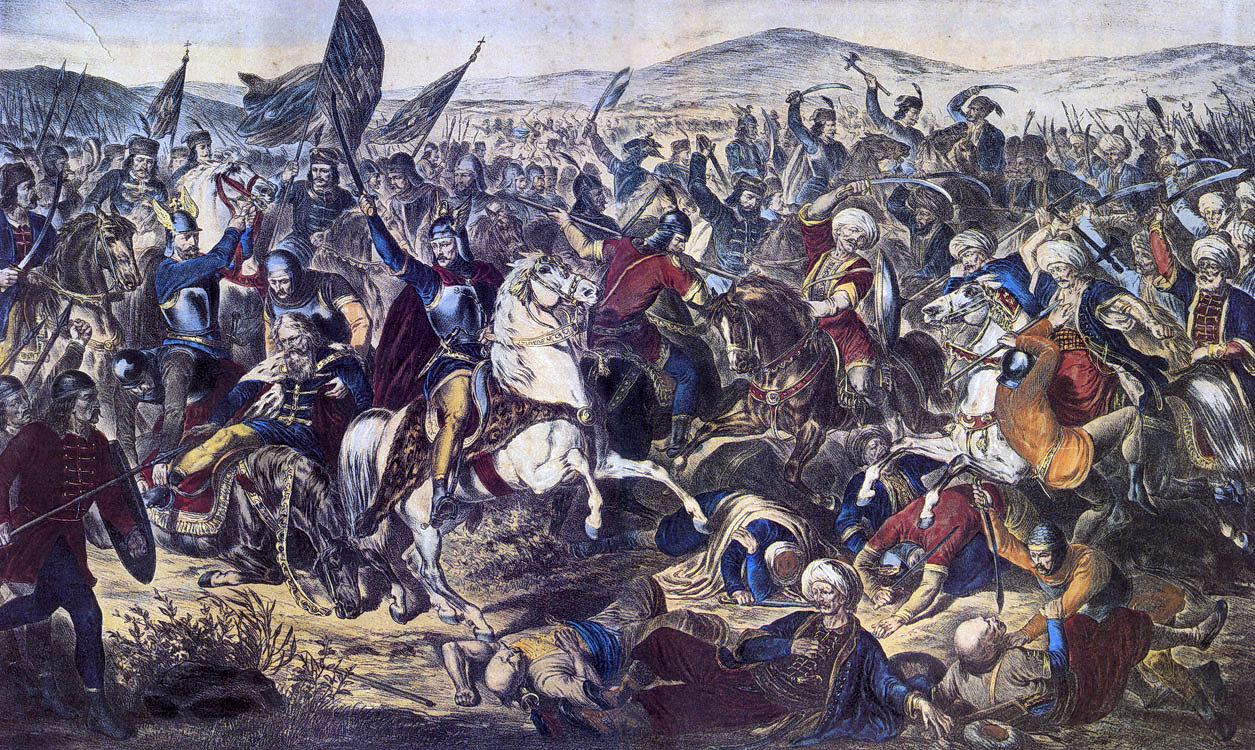
Slag van Kosovo Polje in 1389 door Adam Stefanovic (1870)

### Val van het Ottomaanse Rijk
In 1877 werd Kosovo administratief hervormd; het was daarmee de facto de eerste keer dat het gebied zelfbesturend was. Kosovo, op dat moment een Ottomaanse provincie, viel onder verdeling van de Albanese vilajets binnen het Ottomaanse Rijk. In 1912 verklaarde Albanië zich onafhankelijk van het Ottomaanse Rijk. Na het einde van de Tweede Balkanoorlog bepaalde de Vrede van Londen de landsgrenzen op de Balkan. Hoewel Albanië zijn onafhankelijkheid behield werd tijdens de conferentie besloten dat gebieden met een etnisch Albanese meerderheid, waaronder Kosovo, zouden worden opgedeeld onder Servië, Montenegro en Griekenland. Servië kreeg vanaf 1913, na de val van het Ottomaanse Rijk, de heerschappij over Kosovo. 

Kosovo als vilajet binnen het Ottomaanse Rijk (1877)

Het zinde Servië niet dat het Congres van Berlijn aan Oostenrijk-Hongarije het recht verleende om Bosnië en Herzegovina - waar ook veel Serviërs woonden - te bezetten. Deze kwestie werd in 1914 de aanleiding tot de moord op de Oostenrijkse troonopvolger Frans Ferdinand te Sarajevo. Daarop brak de Eerste Wereldoorlog uit.

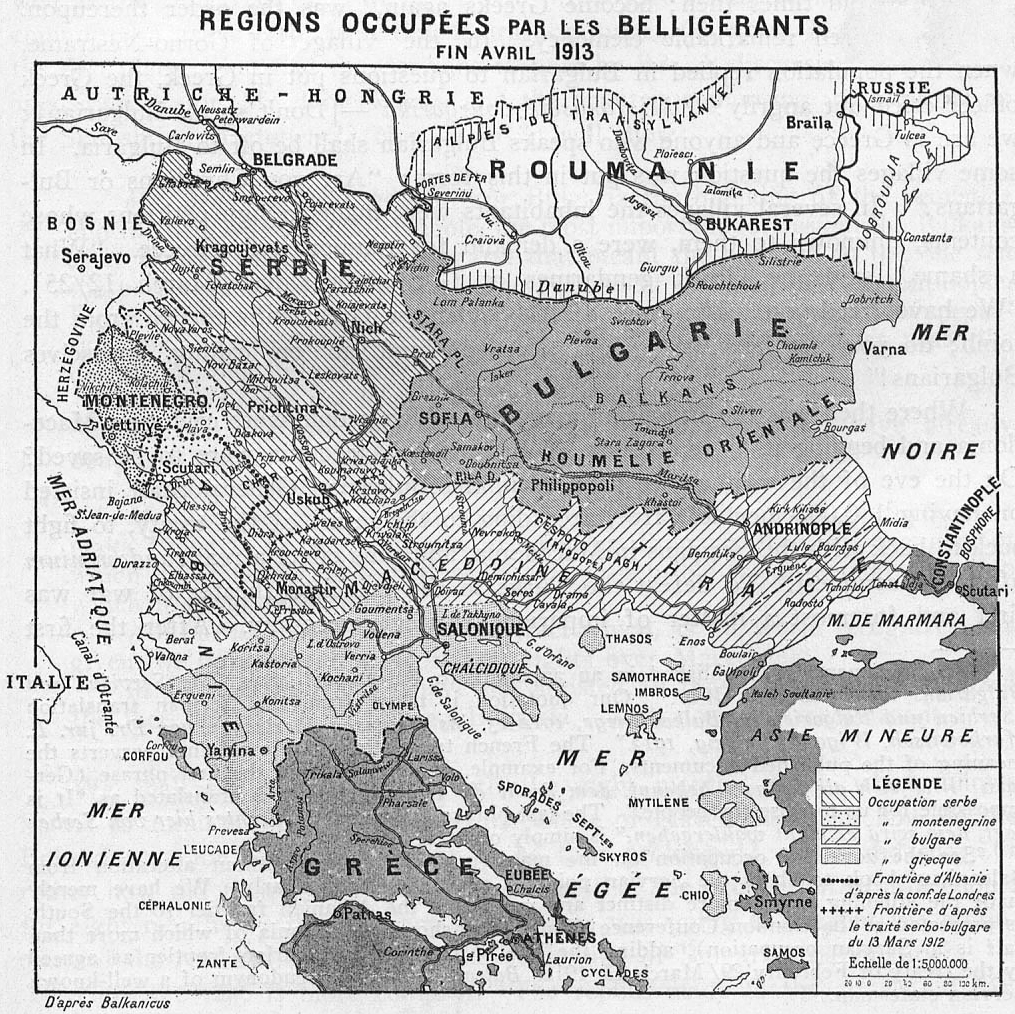
Situatie na de Eerste Balkanoorlog, 1913

Toen Duitse en Bulgaarse troepen Servië in de winter van 1915-1916 veroverden, leidde dat tot een grote exodus van Servische burgers en het Servische leger uit Kosovo. Honderdduizenden Servische soldaten stierven door honger, extreem weer en Albanese vergeldingsaanvallen, toen ze zich terugtrokken en zich bij de geallieerde Britse en Franse troepen voegden, die waren geland op Korfoe en bij Thessaloniki.

### Koninkrijk van de Serviërs, Kroaten en Slovenen
Na de Eerste Wereldoorlog smolten Servië, Montenegro, Slovenië, Kroatië, Bosnië en Herzegovina, Noord-Macedonië samen tot de nieuwe staat Joegoslavië: een verzameling van een aantal aan elkaar verwante volkeren onder de naam "Koninkrijk van de Serviërs, Kroaten en Slovenen". De Serviërs speelden vanaf het begin een dominante rol in het nieuwe koninkrijk. Deze rol zorgde op de lange duur voor wrevel met andere bevolkingsgroepen op de Balkan, die veelal sterke verlangens koesterden naar meer vrijheid en zelfstandigheid. Naast politieke, economische en culturele aspecten waren er ook godsdienstige: enerzijds vanuit het christendom de katholieke Kroaten en Slovenen (± 30%) en de orthodoxe Serviërs (± 40%), anderzijds een moslimminderheid (± 15%), vooral in Bosnië, en in Kosovo de Albanezen. In het laatste decennium van het Interbellum moedigde de overwegend Servische regering de Serviërs aan zich in Kosovo te vestigen.
In april 1941 vielen de troepen van Hitler het verdeelde land binnen. De Duitsers werden door een deel van de Kroaten als bevrijders onthaald. Het Duitsgezinde Kroatische leger 'ustaše' van Ante Pavelić mocht ongestoord zijn haat botvieren op alles wat niet-katholiek en niet-Kroatisch was. Alleen al in het concentratiekamp Jasenovac hebben 120.000 mensen de dood gevonden. Ongeveer 90% van deze slachtoffers was Serviër. Dit kamp werd tot symbool van de ustaša's genocide op Servische bevolking. Dit zou later de Kroaten een slechte naam bezorgen in het naoorlogse Joegoslavië en mede de nauwe banden tussen Kroaten en Duitsland verklaren. In totaal kwamen ruim één miljoen mensen om tijdens de Tweede Wereldoorlog, hetgeen neerkomt op één op elke 16 inwoners.
De Italianen van Mussolini hadden via Albanië ook Kosovo bezet en geannexeerd. Aangezien Albanië sinds de val van de Albanese koning Zog een personele unie met Italië en Abessinië vormde, betekende iedere uitbreiding van Albanië een uitbreiding van Italië. Dit land had dus alle belang bij een Albanese dominantie, en trachtte dit derhalve te bewerkstelligen door Albanezen aan te moedigen zich in het gebied te vestigen en Serviërs te verjagen. In die periode kwamen meer dan 10.000 Serviërs om door de milities Balli Kombëtar, SS Skanderbeg en Vulnetari.
Vanaf 1943 werd het gebied door de Duitsers bezet, die zich op hun beurt snel moesten terugtrekken.

### Kosovo in Socialistisch Joegoslavië
In het door de oorlog verscheurde land kwam in 1945 Josip Broz Tito met zijn communistische partizanenleger als overwinnaar uit de strijd. Een saillant detail is dat Tito als Kroaat het doel had om de diverse bevolkingsgroepen tot een hechte eenheid te formeren. Hij beloofde van Joegoslavië een bondsstaat te maken, met gelijke rechten voor alle deelstaten, wat hem voor alle partijen aanvaardbaar maakte. Hij groeide van partizanenleider uit tot een gerespecteerd staatsman. Als president voor het leven voerde Tito een dictatoriaal bewind, dat hem in staat stelde zowel democraten als nationalisten voor tientallen jaren de mond te snoeren. Tijdens de staatshervorming in 1974 werd Kosovo onder de naam Socialistische Autonome Provincie Kosovo een autonome provincie binnen de Socialistische Republiek Servië, (net als Vojvodina). Hiermee kregen Kosovo en Vojvodina feitelijk evenveel zeggenschap binnen Joegoslavië als een deelrepubliek (eigen parlement, regering en rechtbank).
Onder Tito's heerschappij genoten de Albanezen aanvankelijk relatieve vrijheid, maar na repressieve acties in 1974 en 1976 bekleedden Serviërs 75% van de belangrijke (overheids)functies. De Albanezen vormden inmiddels, gesteund door een hoog geboortecijfer, rond de 85% van de bevolking. De Servische minderheid woonde (en woont) hoofdzakelijk vrij geconcentreerd in het noorden, met een aantal verspreide gemeenschappen over de rest van Kosovo.
Tito overleed op 4 mei 1980. Hij ging de geschiedenis in als de communistische leider die de Russische opmars naar het westen een halt wist toe te roepen: hij weekte zijn land los uit het Oostblok, volgde zijn eigen weg en gaf het communisme in Joegoslavië een eigen gezicht. Na de dood van Tito leidden de onderhuidse etnische spanningen echter opnieuw tot gewelddadige confrontaties: zijn levenswerk viel uiteen en bleek geen lange toekomst te hebben.
Op 11 maart 1981 brak in Kosovo een opstand uit onder de Albanese inwoners. Zij eisten dat Kosovo net als alle overige republieken behandeld zou worden met de leus Kosova-Republikë (Kosovo Republiek). Na het neerslaan van de opstand, waarbij volgens de Servische autoriteiten 11 doden en 257 ernstig gewonden vielen (Albanese cijfers spreken daarentegen van 1600 doden en ongeveer een gelijk aantal gewonden) werden ongeveer 2000 Albanezen gevangengezet, waaronder een belangrijk deel van de Albanese intelligentsia en Albanese partijkaders.
Een belangrijke aanleiding was het sentiment onder de Albanese bevolking dat zij werd achtergesteld. Uit de volkstelling van 1981 bleek dat van de 1.580.000 inwoners van Kosovo 1.230.000 zich als Albanezen beschouwden. Tegelijk bleek dat de banen in de publieke sector op dat moment voor twee derde deel door Serviërs bezet werden. In 1986 volgde een nieuwe opstand, die uiteindelijk ook zijn uitwerking in andere republieken van Joegoslavië zou hebben (discussie over democratie, solidariseren van politieke oppositie met de partij in sommige republieken, vragen naar de rechtmatigheid van de inzet en rol van het federale leger).
De Servische houding verhardde. Nog in 1953 hadden de Serviërs op het slagveld bij Kosovo Polje een gedenkteken opgericht voor de in deze veldslag gesneuvelde Servische soldaten én voor de koppige strijders voor de onafhankelijkheid in de eeuwen daarna. De kwestie Kosovo speelde gedurende het uiteenvallen van Joegoslavië, dat vanaf 1986 in een stroomversnelling kwam toen Slobodan Milošević een prominente plaats ging bezetten, een belangrijke rol. Servische nationalisten zoals Miodrag Bulatović, Dobrica Ćosić en Slobodan Milošević en de Servisch-Orthodoxe Kerk hamerden erop dat Kosovo de bakermat van de Servische beschaving was en dat Kosovo daarom nooit mocht worden prijsgegeven aan de Albanezen.

### Joegoslavië valt uiteen
Het Albanese verzet tegen de Servisch-nationalistische regering van Joegoslavië organiseerde zich onder leiding van Ibrahim Rugova, die in 1991 Kosovo tot een onafhankelijke staat had uitgeroepen maar alleen werd erkend door Albanië, ondergronds. Er ontstond een schaduwsamenleving die onafhankelijk was van de "bovengrondse" door de Serviërs geleide samenleving. De Albanese schaduwsamenleving in Kosovo kende een eigen regering en parlement, een universiteit, scholen, ziekenhuizen en zelfs een systeem van sociale zorg. Dit werd gefinancierd door middel van een eigen belastingstelsel en met behulp van Kosovaren die in het buitenland werkten (de Albanese diaspora).
De Servisch-nationalistische koers van de regering van Milošević zorgde ervoor dat in andere deelstaten van Joegoslavië de steun voor onafhankelijkheid groeide. Milošević reageerde met verdere repressie. De onafhankelijkheidsverklaringen van achtereenvolgens Slovenië, Kroatië, Bosnië en (Noord-)Macedonië leidden tot oorlog en het uiteenvallen van Joegoslavië in de jaren 90. Montenegro splitste zich later af van Servië. Tijdens de oorlogen in de buurlanden was er vanuit de internationale gemeenschap aanvankelijk weinig aandacht voor de onderdrukking van de Albanezen in Kosovo. Binnen Servië was sprake van twee provincies met beperkte autonomie: Vojvodina (met onder meer een belangrijke Hongaarse minderheid) en Kosovo (met een belangrijke Albanese meerderheid).
In 1997 zag Milošević zijn positie bedreigd door de oppositie. De economische misère van de oorlog was verergerd door een internationale boycot. Grootschalige corruptie en misdaad hadden de meeste Serviërs van hem vervreemd. Milošević reageerde opnieuw door het nationalisme aan te wakkeren, ditmaal gericht tegen de Albanezen in Kosovo. Tegelijkertijd radicaliseerde een deel van de Albanese bevolking, dat aanvoerde dat acht jaar van vreedzaam verzet geen enkel resultaat en geen enkele verbetering had opgeleverd. Zij richtten in februari 1996 het Kosovaarse Bevrijdingsleger (UÇK) op, dat brak met het pacifisme van Rugova en dat de wapens opnam tegen de Serviërs. Er volgden aanslagen op Servische militaire doelen (legerkazernes en politieposten) en op Albanezen die van collaboratie werden verdacht. Dit was de eerste fase van de Kosovo-oorlog.
In februari 1998 antwoordde Belgrado op de aanvallen van het UÇK met een groot militair offensief om het UÇK uit te schakelen. Servische militaire en paramilitaire eenheden trokken Kosovo binnen. Het Servische offensief richtte zich niet alleen op de uitschakeling van het UÇK; ook de burgerbevolking moest het ontgelden. De Verenigde Staten bestempelden het UÇK aanvankelijk als terroristische organisatie, maar veranderden hun standpunt wegens Milošević' harde optreden. Samen met de NAVO steunden de VS op allerlei manieren (diplomatiek en door wapensmokkel) de strijd van het UÇK. De Serviërs werden beschuldigd van etnische zuivering en de internationale gemeenschap greep in. Men probeerde Milošević eerst via diplomatieke wegen tot andere gedachten te brengen.

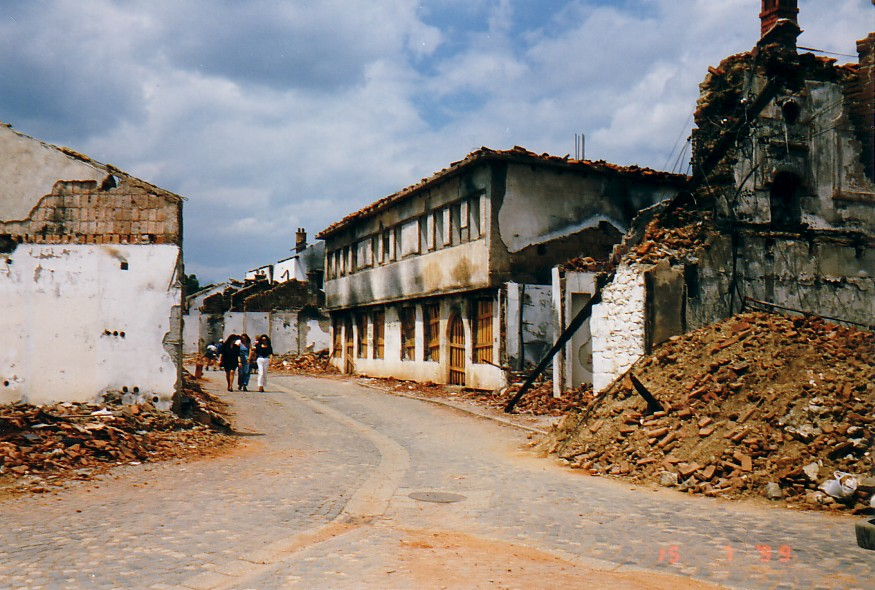
Verwoesting in Kosovo, 1999

In oktober 1998 werd er een akkoord bereikt, dat echter direct daarna werd geschonden. Er volgde een Kosovo-conferentie in het Franse Rambouillet in februari 1999. Hier ontstond het plan om Kosovo voor een periode van drie jaar zelfbestuur te verlenen, maar geen onafhankelijkheid. De Kosovaren tekenden het plan in maart 1999, op een vervolgconferentie in Parijs. Omdat het plan ook een NAVO-troepenmacht in Kosovo inhield bleven de Serviërs weigeren; de bezetting van Servisch grondgebied door buitenlandse troepen achtten ze onaanvaardbaar. Ook na dreiging met NAVO-luchtaanvallen ging Servië niet akkoord.
Eind maart volgden die luchtaanvallen, waarvoor overigens niet de toestemming van de VN-veiligheidsraad was gevraagd. De doelen van de luchtaanvallen waren zowel militair als civiel: bruggen, spoorlijnen, chemische fabrieken en zelfs een televisiezender in Belgrado werden door NAVO-vliegtuigen gericht bestookt en verwoest. Na 78 dagen van bombardementen op Servische doelen in heel Servië, Montenegro en Kosovo tekende Belgrado de Overeenkomst van Kumanovo, waarmee de terugtrekking van het Servische leger en de Servische politie uit Kosovo een feit werd.

### Sinds de oorlogsjaren
Na het wapengekletter kwam Kosovo onder bestuur van de Verenigde Naties te staan, die daartoe de missie UNMIK (United Nation Interim Administration Mission in Kosovo) oprichtte. Een NAVO-vredesmacht met de naam KFOR (Kosovo Force) werd ingesteld om toezicht te houden op de openbare orde. Veel Albanezen keerden naar hun huizen terug en trachtten hun leven weer op te bouwen. Veel Serviërs vluchtten op hun beurt naar Noord-Kosovo (met name rond Mitrovicë), waar de Serviërs nog een meerderheid vormden, en naar het eigenlijke Servië. Het Kosovaarse parlement bouwde in overleg met UNMIK aan wetgeving die op sommige gebieden (met name op het gebied van het strafrecht) de Servische wetgeving volledig heeft vervangen.

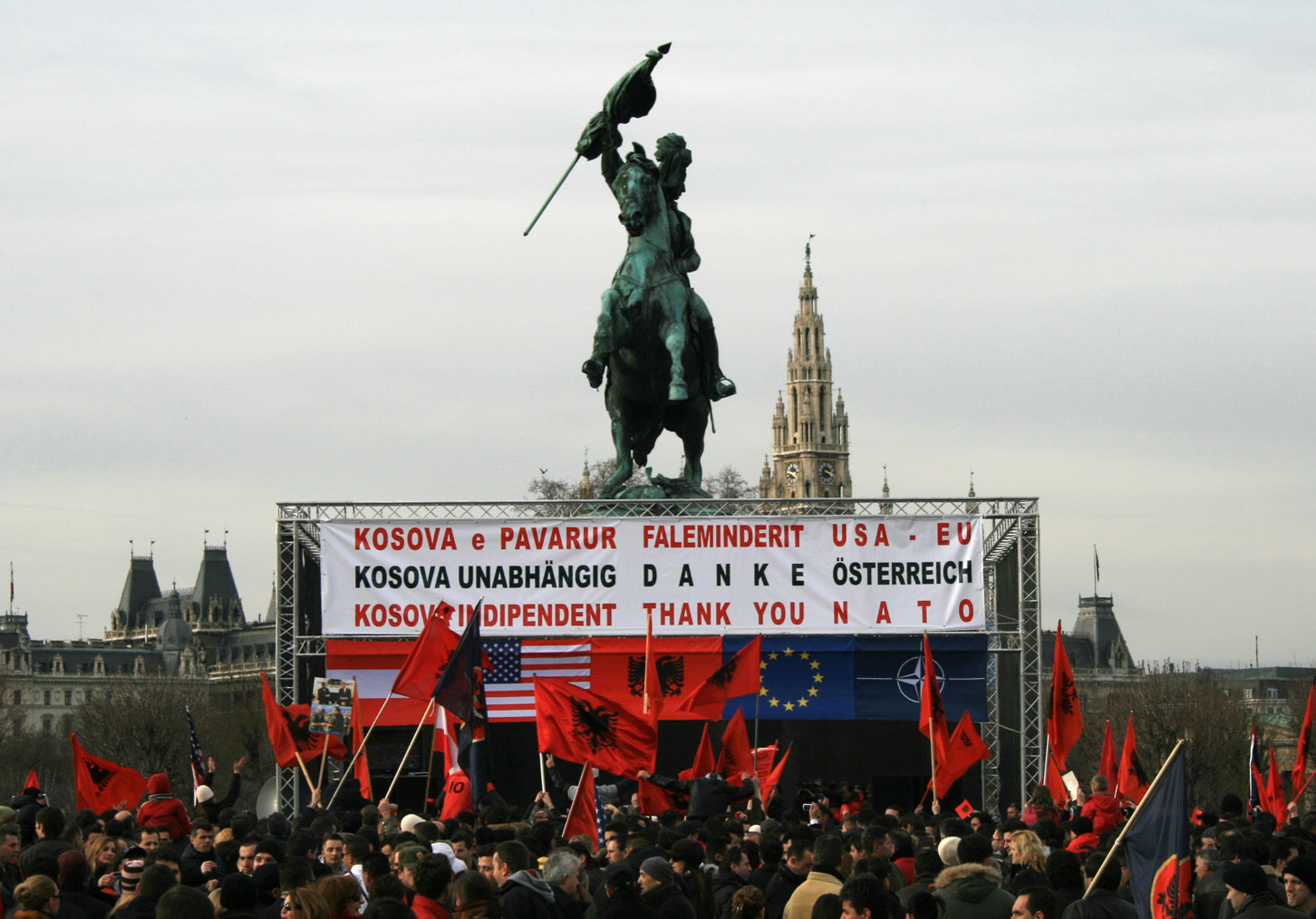
Viering te Wenen van de onafhankelijkheid van Kosovo

De status van Kosovo was ondertussen de inzet van internationale onderhandelingen, waarbij de partijen recht tegenover elkaar stonden. Het Kosovaarse parlement riep vervolgens op 17 februari 2008, op voorstel van premier Hashim Thaçi, eenzijdige de onafhankelijkheid uit. De aanwezigen stemden in een spoedzitting unaniem vóór de onafhankelijkheidsverklaring. Er waren tien afwezigen, inclusief de afgevaardigden van de Serviërs uit Kosovo.
In deze verklaring stond onder meer:
- Kosovo is gesticht op basis van het plan-Martti Ahtisaari[6] (de VN-gezant die belast was met het vinden van een staatsrechtelijke oplossing)
- Kosovo is een multi-etnische en democratische staat.
- Kosovo zal zich wijden aan vrede en stabiliteit in de regio.
- Kosovo stemt in met internationaal toezicht en de aanwezigheid van een vredesmacht.

Dit was in feite de tweede onafhankelijkheidsverklaring van Kosovo. De eerste werd uitgeroepen op 7 september 1990, maar werd in die tijd slechts erkend door het buurland Albanië.
Deze onafhankelijkheidsverklaring volgde op de verkiezingsoverwinning van Hashim Thaçi in november 2007; hij eiste Kosovaarse onafhankelijkheid. Terwijl men feest vierde in Kosovo, waren er al direct enkele rellen. In de noordelijke stad Mitrovicë werd een handgranaat gegooid naar een gebouw van de Verenigde Naties (gerechtsgebouw met gevangenis) en een niet-ontplofte handgranaat naar een hotel dat ambtenaren uit de Europese Unie huisvest, evenwel zonder slachtoffers en met beperkte schade.
De voormalige Servische premier Vojislav Koštunica noemde het onafhankelijke Kosovo een "onechte" staat, opgericht in overtreding van internationale wetten. Servië weigert verdere samenwerking met Kosovo en wil zijn relaties met landen, die de onafhankelijkheid van Kosovo erkennen, opnieuw beoordelen.
Rusland riep op 17 februari 2008 de Veiligheidsraad van de Verenigde Naties in spoedberaad bijeen om de nieuwe situatie te bespreken. Rusland eiste maatregelen van de VN-missie UNMIK en van de NAVO-troepen om de onafhankelijkheid ongedaan te maken. De secretaris-generaal van de VN Ban Ki-moon drukte in een verklaring zijn bezorgdheid uit en vroeg "af te zien van elke actie of verklaring die de vrede in Kosovo en omliggend gebied in gevaar zou kunnen brengen, kan opruien tot geweld of de veiligheid in gevaar kan brengen". De Belgische VN-ambassadeur in de Veiligheidsraad, sprekend voor zes westerse naties (België, Frankrijk, Duitsland, Italië, Kroatië en de Verenigde Staten), drukte zijn spijt uit dat "de Veiligheidsraad geen overeenstemming kon bereiken hoe het verder moet. Maar deze impasse was reeds maandenlang duidelijk. De gebeurtenissen van vandaag vormen slechts een conclusie van een proces waarin alle mogelijkheden tot een onderhandeld resultaat werden uitgeput."
Ongeveer de helft van de internationale gemeenschap heeft Kosovo erkend, waaronder België, Nederland en de Verenigde Staten. Costa Rica was het eerste land dat Kosovo officieel erkende als een onafhankelijke staat. De meerderheid van de 28 EU-landen erkent Kosovo. Dit geldt niet voor de EU-landen Cyprus, Griekenland, Roemenië, Slowakije en Spanje. Enkele van deze landen kennen een of meerdere opstandige regio's die op hun beurt onafhankelijkheid nastreven. Deze landen willen geen precedent scheppen en hebben aangegeven Kosovo niet te zullen erkennen. Doordat Rusland en China, twee permanente leden van de VN-veiligheidsraad, Kosovo niet wensen te erkennen, is een lidmaatschap voor Kosovo van de Verenigde Naties nog niet aan de orde.
Ondanks de Servische tegenstand is Kosovo op 9 december 2014 officieel lid geworden van het IOC. Dit betekende dat Kosovo met een eigen nationaal team mocht deelnemen aan de Olympische Spelen van 2016 in Rio de Janeiro.

## Geografie

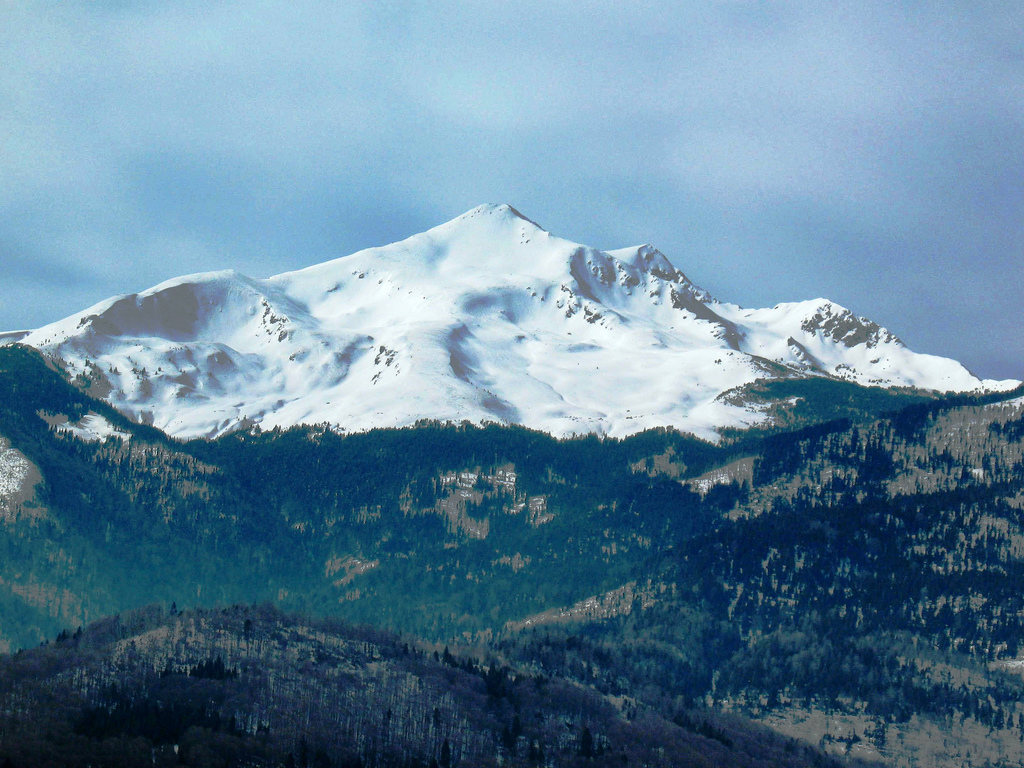
De Gjeravicë is met 2656 meter de hoogste berg van Kosovo.

Kosovo heeft een oppervlakte van 10.908 km² en telt ruim 1,8 miljoen inwoners. Er zijn twee hoofdvlaktes in Kosovo. Het bekken van Dukagjin is in het westen van Kosovo gesitueerd en de vlakte van Kosovo beheerst het oostelijke deel.
Een groot deel van de oppervlakte van Kosovo is bergachtig. Het Šargebergte ligt in het zuiden en zuidoosten, op de grens met Noord-Macedonië. Dit is een van de populairste toeristische gebieden en skigebieden van de regio, met Brezovica en Prevalla als de belangrijkste toeristencentra. De hoogste bergen van Kosovo, inclusief de hoogste berg Gjeravica (2656 m), liggen in het westen op de grens van Albanië en Montenegro. Deze bergen behoren tot de Albanese Alpen. In het noorden ligt het zuidelijke deel van de bergketen Kapaonik. De centraal gelegen gebieden van Drenica, Carraleva en het oostelijkste deel van Kosovo, bekend als Gollaku, zijn hoofdzakelijk heuvelgebieden.
Er zijn enkele noemenswaardige rivieren en meren in Kosovo. Deze zijn de Witte Drin in het westen, die uitmondt in de Adriatische Zee (met de Erenik als de belangrijkste zijrivier), de Sitnica in het midden, de bovenloop van de Zuidelijke Morava in het uiterste oosten en de Ibar in het noorden. De grootste meren zijn het meer van Ujmani (380 miljoen m³) in het noordwesten, het meer van Radoniq (113 miljoen m³) in het zuidwesten, het meer van Batllavë (40 miljoen m³) en het meer van Badovci in het noordoosten.

### Steden
De grootste stad is de hoofdstad Pristina, met eind 2003 een geschat inwoneraantal van 165.844 inwoners. Hier bevindt zich ook de Luchthaven Pristina die de belangrijkste luchthaven van Kosovo is. Andere steden in Kosovo zijn (dd. 31 december 2003):
- Prizren (107.614)
- Ferizaj (71.758)
- Mitrovicë (68.929)
- Gjakovë (68.645)
- Pejë (68.551)
- Gjilan (55.781)

Kosovo heeft achtendertig gemeenten.

## Bestuurlijke indeling
Kosovo is ingedeeld in zeven statistische regio's en 38 gemeenten.
De gemeente (Albanees: komuna; Servisch: opština/општина) is de primaire bestuurlijke onderverdeling van Kosovo. Het bestuur van elke gemeente is in handen van een gemeenteraad (Albanees: Kuvendi komunal; Servisch: Skupština opštine) die wordt voorgezeten door een burgemeester. De burgemeester (Albanees: Kryetari i komunës; Servisch: Gradonačelnika opštine) wordt rechtstreeks verkozen. Hij stelt een bestuurlijk college (Albanees: Bordi i drejtorëve; Servisch: Odbor direktora; Engels: Board of Directors) aan. De burgemeester en het college zijn gezamenlijk verantwoordelijk voor de uitvoering van de beslissingen van de gemeenteraad en voor de financiële huishouding van de gemeente.
| De gemeente (Albanees: komuna, Servisch: opština/општина) is de primaire bestuurlijke onderverdeling van Kosovo De eerste naam is Albanees, de tweede Servisch * = Nieuwe gemeenten | De gemeente (Albanees: komuna, Servisch: opština/општина) is de primaire bestuurlijke onderverdeling van Kosovo De eerste naam is Albanees, de tweede Servisch * = Nieuwe gemeenten | De gemeente (Albanees: komuna, Servisch: opština/општина) is de primaire bestuurlijke onderverdeling van Kosovo De eerste naam is Albanees, de tweede Servisch * = Nieuwe gemeenten | De gemeente (Albanees: komuna, Servisch: opština/општина) is de primaire bestuurlijke onderverdeling van Kosovo De eerste naam is Albanees, de tweede Servisch * = Nieuwe gemeenten |
| --- | --- | --- | --- |
| Kaart van de Kosovaarse gemeenten | 01. Deçan/Dečani | 14. Rahovec/Orahovac | 27. Zveçan/Zvečan |
| Kaart van de Kosovaarse gemeenten | 02. Gjakovë/Đakovica | 15. Pejë/Peć | 28. Malishevë/Mališevo |
| Kaart van de Kosovaarse gemeenten | 03. Gllogovc/Glogovac | 16. Podujevë/Podujevo | 29. Novobërdë/Novo Brdo |
| Kaart van de Kosovaarse gemeenten | 04. Gjilan/Gnjilane | 17. Prishtinë/Priština | 30. Mitrovica e Veriut/Severna Mitrovica |
| Kaart van de Kosovaarse gemeenten | 05. Dragash/Dragaš | 18. Prizren/Prizren | 31. Mitrovica e Jugut/Južna Mitrovica |
| Kaart van de Kosovaarse gemeenten | 06. Istog/Istok | 19. Skënderaj/Srbica | 32. Junik/Junik* |
| Kaart van de Kosovaarse gemeenten | 07. Kaçanik/Kačanik | 20. Shtime/Štimlje | 33. Hani i Elezit/Đeneral Janković* |
| Kaart van de Kosovaarse gemeenten | 08. Klinë/Klina | 21. Shtërpcë/Štrpce | 34. Mamushë/Mamuša* |
| Kaart van de Kosovaarse gemeenten | 09. Fushë Kosovë/Kosovo Polje | 22. Suharekë/Suva Reka | 35. Graçanica/Gračanica* |
| Kaart van de Kosovaarse gemeenten | 10. Kamenicë/Kamenica | 23. Ferizaj/Uroševac | 36. Ranillug/Ranilug* |
| Kaart van de Kosovaarse gemeenten | 11. Leposaviq/Leposavić | 24. Viti/Vitina | 37. Partesh/Parteš* |
| Kaart van de Kosovaarse gemeenten | 12. Lipjan/Lipljan | 25. Vushtrri/Vučitrn | 38. Kllokot/Klokot* |
| Kaart van de Kosovaarse gemeenten | 13. Obiliq/Obilić | 26. Zubin Potok/Zubin Potok | |
| Bron: OSCE - Wet nr. 03/L-041: Engels, Albanees, Servisch | | | |

## Demografie

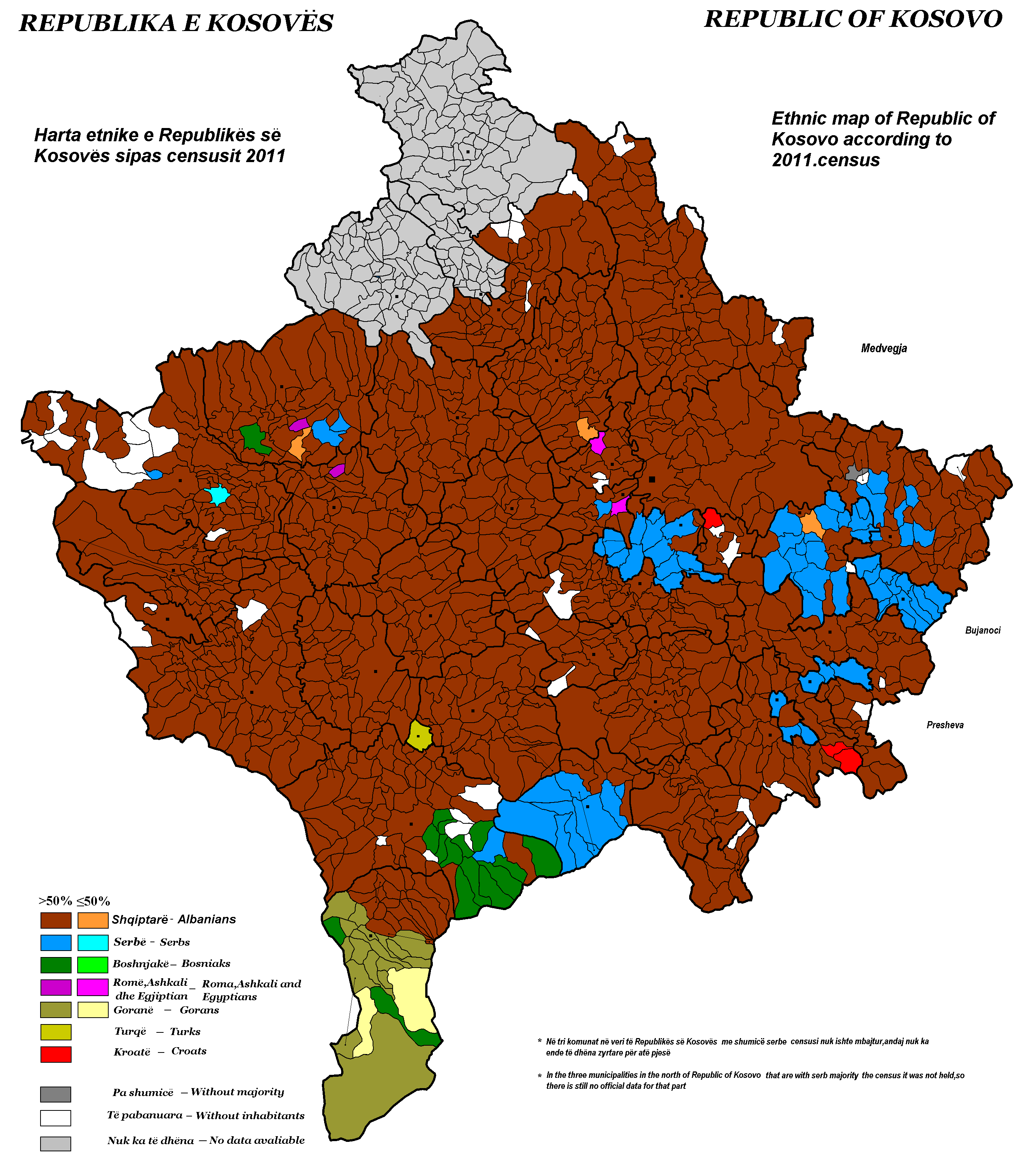
Etnische samenstelling van Kosovo (2011)

Kosovo telde in 2024 een bevolking van 1.585.566 inwoners, die hoofdzakelijk bestaat uit etnische Albanezen, zij vormen een meerderheid van 91,7% van het land. Naast Albanezen leven er in Kosovo kleinere gemeenschappen Serviërs, Bosniakken, Roma, Turken en Gorani.
Etnische samenstelling:
- Albanezen: 91,7%
- Serviërs: 2,3%
- Bosniakken: 1,7%
- Roma: 1,5%
- Turken: 1,2%
- Gorani: 0,6%

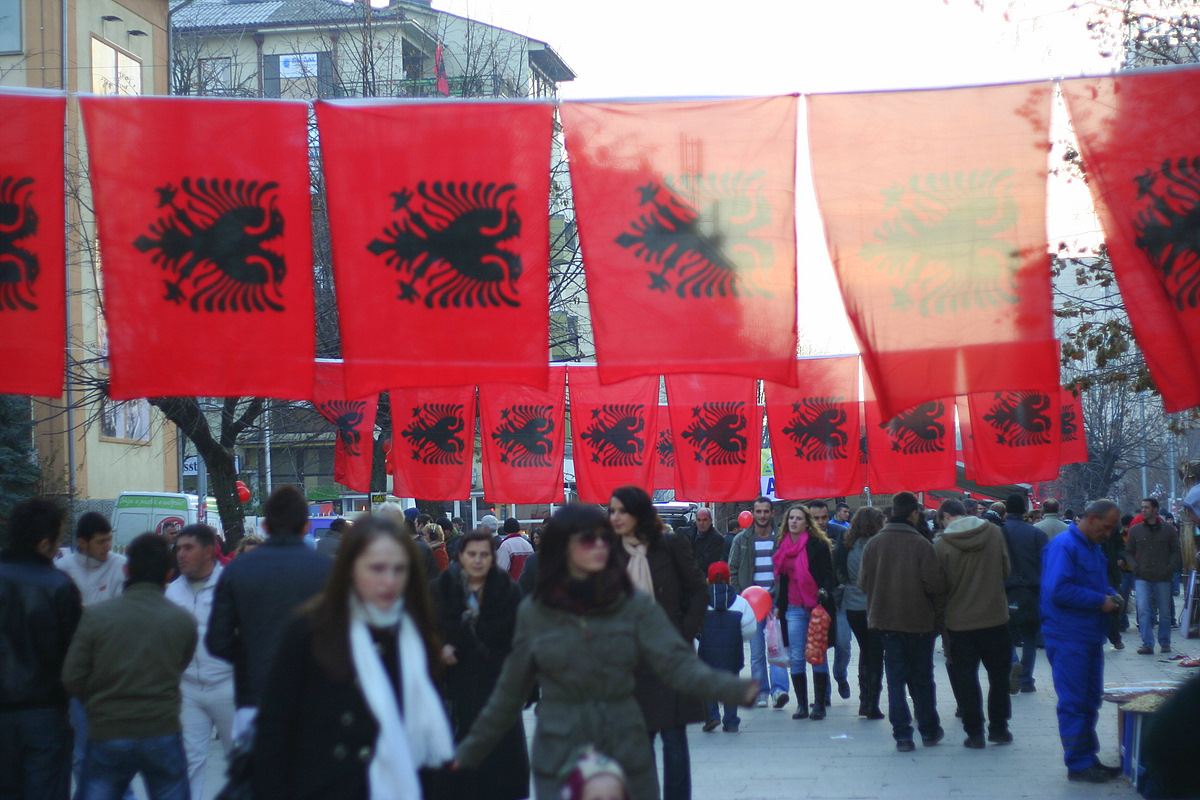
Albanese vlaggen in de Kosovaarse hoofdstad Pristina.

Kosovo: veel Servische kerken zijn vernield.

Kosovo heeft de jongste bevolking van Europa. Volgens de volkstelling van 2011 bestaat zo'n 28 procent van de bevolking uit kinderen tussen de 0 en 14 jaar oud (zie onderstaand tabel). Meer dan de helft van de bevolking bestaat uit mensen onder de dertig jaar oud. Desalniettemin is Kosovo langzaam aan het ontgroenen en vergrijzen: het aantal jongeren is de afgelopen vijftig jaar minder snel toegenomen vergeleken met andere leeftijdscategorieën.
| Leeftijdsopbouw van Kosovo in 1961 en 2011 | Leeftijdsopbouw van Kosovo in 1961 en 2011 | Leeftijdsopbouw van Kosovo in 1961 en 2011 |
| Leeftijdscategorie                         | Aantal (1961)                              | Aantal (2011)                              |
| ------------------------------------------ | ------------------------------------------ | ------------------------------------------ |
| 0-4 jaar                                   | 165.881                                    | 149.735                                    |
| 5-9 jaar                                   | 131.868                                    | 160.916                                    |
| 10-14 jaar                                 | 108.517                                    | 176.926                                    |
| 15-19 jaar                                 | 87.286                                     | 174.932                                    |
| 20-24 jaar                                 | 83.650                                     | 161.467                                    |
| 25-29 jaar                                 | 74.293                                     | 141.268                                    |
| 30-34 jaar                                 | 64.160                                     | 130.542                                    |
| 35-39 jaar                                 | 43.491                                     | 124.912                                    |
| 40-44 jaar                                 | 35.107                                     | 108.142                                    |
| 45-49 jaar                                 | 34.333                                     | 94.988                                     |
| 50-54 jaar                                 | 36.619                                     | 80.625                                     |
| 55-59 jaar                                 | 27.534                                     | 65.539                                     |
| 60-64 jaar                                 | 25.587                                     | 53.048                                     |
| 65 en ouder                                | 44.796                                     | 116.785                                    |
| Kosovo (totaal)                            | 964.084                                    | 1.739.825                                  |

### Godsdienst en etniciteit
| Religie                                              | Aantal               | %              |
| ---------------------------------------------------- | -------------------- | -------------- |
| Islam (vooral soennisme)                             | 1.663.412            | 95,6%          |
| Christendom - Rooms-Katholieke Kerk - Orthodoxe kerk | 64.275 38.438 25.837 | 3,7% 2,2% 1,5% |
| Overig                                               | 1.188                | 0,1%           |
| Onkerkelijk                                          | 1.242                | 0,1%           |
| Geen antwoord                                        | 9.708                | 0.6%           |
| Totaal                                               | 1.739.825            | 100%           |

In Kosovo is als een van de weinige landen van Europa de islam dominant. Andere godsdiensten zijn het katholicisme en de Servisch-orthodoxe kerk. De verhoudingen tussen moslims en katholieken in Kosovo zijn beter dan die tussen moslims en de Servisch-orthodoxe kerk.
Volgens een schatting van de OVSE uit 2005 is 93% van de bevolking Albanees. De Serviërs vormen zo'n 3%, de overige groepen 4%. De meeste Serviërs wonen in het noorden van Kosovo (waar zij de meerderheid vormen) en in enkele kleine enclaves.
De meeste Albanezen zijn moslim, evenals de islamitische Slaven (Gorani en Bosniakken), de Balkan-Egyptenaren/Ashkali en de Turkse minderheid.
Het aantal katholieken wordt op 60.000 geschat. Zij zijn vrijwel allemaal Albanezen, aangezien de Kroatische minderheid, die merendeels katholiek is, het gebied grotendeels is ontvlucht. De Serviërs zijn overwegend Servisch-orthodox. De Ashkali (Roma) hebben aanhangers in elk van de drie geloofsstromingen.
Albanezen definiëren hun etnische samenhorigheid door taal, maar niet door godsdienst. Bij de Slavische bevolkingsgroepen (Serviërs en Bosniakken) dient de godsdienst juist wél als onderscheidend kenmerk tegenover andere etniciteiten.
In Kosovo staat een groot aantal Servische orthodoxe kerken en kloosters. Tientallen kerken zijn vernield tussen de jaren 1998 en 2004. Dit als vergelding op de vernietiging en plundering van vele moskeeën door de Serviërs tijdens de oorlog van 1996-1999.

### Talen
De meeste inwoners in Kosovo spreken Albanees (Gegisch dialect). Minderheden spreken Servisch, Bosnisch, Turks en Romani. Sinds de grondwetshervorming in 1974 werd het Albanees gebruikt als ambtstaal. Sinds 1999 is in wetten en andere officiële documenten het Engels maatgevend, naast de Albanese ambtstaal. De officiële taal is Albanees en in sommige gemeentes ook Servisch en Turks.

## Economie
De economie van Kosovo is een van de minst ontwikkelde in Europa. Het bnp per inwoner bedroeg naar schatting 5960 Amerikaanse dollar in 2023. Een belangrijk deel van de economie bestaat echter uit financiën die door de diaspora van Kosovo worden opgestuurd doorheen het jaar. 
Gedurende de jaren negentig heeft Kosovo te lijden gehad onder het gevoerde economische beleid, de internationale sancties en de conflicten.
De officiële munteenheid van Kosovo is de euro en is het enige betaalmiddel in het land.
De onduidelijke status van Kosovo belemmert de economie. Het is niet eenvoudig om investeringen en leningen aan te trekken. Ook de corruptie en de invloed van de georganiseerde misdaad vormen serieuze problemen. Het UNMIK-bestuur stelt een nultolerantiebeleid te voeren tegen dergelijke activiteiten.

## Toerisme
Door het imago dat Servië heeft opgelopen tijdens de oorlog in 1999, draait (of draaide) het toerisme in Kosovo op een laag pitje. Het land heeft na de oorlog een grote invloed van toerisme gekend. Steden zoals Prizren, Pristina en Peja staan bekend om hun natuur en culturele monumenten zoals moskeeën en kerken.
Toch zorgt het gematigd warme klimaat tijdens de zomer en de sneeuwval tijdens de koude winter ervoor dat Kosovo iets te bieden heeft in elk seizoen op het vlak van buitensport. Zo is het mogelijk om te skiën in Brezovica en bergsporten te beoefenen in de Rugova-vallei.
Enkele van de bekendste, natuurlijke trekpleisters in Kosovo zijn de Mirusha-watervallen, de Rugova-vallei, het grote natuurpark in de buurt van Prizren en de vele meren zoals Batllavë in het noordoosten van Kosovo. Ook op geschiedkundig en cultureel vlak zijn er bezienswaardigheden te ontdekken in Kosovo. Het klooster van Deçan (in het westen van Kosovo) en diverse kastelen zoals in Prizren, Novobërdë en Mitrovica zijn stille getuigen van de Ottomaanse en Romeinse bezettingen.
Gedurende het hele jaar zijn er diverse internationale filmfestivals, zoals "Prishtina FilmFest" en "Prizren Short Film Festival" en andere culturele festivals die internationaal aandacht trekken.